# Бельмес-де-ла-Мораледа
Бельмес-де-ла-Мораледа (ісп. Bélmez de la Moraleda) — муніципалітет в Іспанії, у складі автономної спільноти Андалусія, у провінції Хаен. Населення — 1795 осіб (2010).
Муніципалітет розташований на відстані близько 300 км на південь від Мадрида, 37 км на схід від Хаена.
На території муніципалітету розташовані такі населені пункти: (дані про населення за 2010 рік)
- Аулабар: 11 осіб
- Бельмес: 26 осіб
- Бельмес-де-ла-Мораледа: 1758 осіб

## Демографія
Динаміка населення (INE ):